# Oberruhn
Koordinaten: 51° 2′ 33″ N, 8° 33′ 7″ O
Oberruhn  (auch Rügene) ist eine untergegangene Siedlungsstätte im Bereich der heutigen Stadt Battenberg (Eder) im Landkreis Waldeck-Frankenberg in Hessen.

## Lage
Der Ort, dessen genaue Lage bisher noch unbekannt ist, befand sich im Nordwesten der Gemarkung von Dodenau, ca. drei Kilometer östlich von Alertshausen, zwischen dem „Kleinen Buchenfürst“ und dem „Großen Buchenfürst“, etwa in der Gegend, wo der Renn in den Riedgraben (Ruhnbach) mündet. Die Flurbezeichnung „Kirchenstumpf“ könnte sich auf den verschwundenen Ort beziehen.

## Geschichte
Erstmals urkundlich erwähnt wird der Ort als Ruihena im Jahre 1059, als die Siedlung zur Pfarrei Elsoff kam. Der adlige Grundherr Buobo von Elsoff vollzog in diesem Jahre die Abspaltung von der raumländischen Mutterkirche. Um in Elsoff die Messe, Taufe und die Fürbitte der Verstorbenen abhalten zu dürfen, übertrug er der Kirche zu Raumland einen Teil seiner Ländereien. In der dazugehörenden Urkunde tauchen die Ortschaften Schwarzenau, Beddelhausen, Elsoff und Alertshausen auf. Ebenfalls finden sich dort die wüst gewordenen Dörfer Gospershausen, Leinfe und Breitendelle. 
In der Beschreibung der Landesgrenzen vom 14. Juni 1561 wird noch die Kapelle in Reuen erwähnt. Um 1950 waren noch Reste der Kirche vorhanden. Untergegangen ist der Ort wahrscheinlich aufgrund seiner Höhenlage und dem damit verbundenen Wassermangel.